# Бань мі
Бан мі (в'єт. Bánh mì) (вимова: [ʔɓajŋ̟˧˦ mi˨˩]) — різновид в'єтнамського багета з начинкою, виготовленого з пшеничного та рисового борошна. Іноді робиться у формі тостів.

## Термінологія
У в'єтнамській слово bánh mì походить від bánh (що може означати до багато видів їжі, перш за все випічки, включаючи хліб) і mì («пшениця»). У північному В'єтнамі це також може бути написане bánh mỳ. Окремо bánh mì означає будь-який вид хліба, але це може стосуватися в'єтнамського багета або бутерброда з нього. Щоб відрізнити хліб без начинки від бутерброда з начинкою, можна використовувати термін bánh mì không («простий хліб»). Щоб відрізнити в'єтнамський хліб від інших видів хліба, термін bánh mì Sài Gòn («хліб у сайгонському стилі») або bánh mì Việt Нам («хліб по-в'єтнамськи») можна використовувати.
Народна етимологія стверджує, що слово bánh mì є спотвореним французьким pain de mie, що означає м'який білий хліб. Однак bánh (або його форма Nôm) позначає рисовий пиріг та іншу випічку ще з 13 століття, задовго до французьких контактів.

## Приготування
Булочка розрізається вздовж (як хот-дог) і наповнюється начинкою з маринованої моркви, дайкону, огірка, перцю чилі, коріандру, паштету, майонезу, тофу та інших інгредієнтів на розсуд складаючого сендвіч. Окрім овочів, важливими інгредієнтами є м'ясні компоненти, наприклад свинина на грилі, giò lụa (в'єтнамські сосиски), курка, сир або шинка.
Назва різновидів bánh mí залежить від ключового інгредієнта, який визначає смак, наприклад:
- bánh mì gà: з куркою,
- bánh mì trứng: з яєчнею,
- bánh mì bì: з нарізаною свинячою шкірою,
- bánh mì thịt nướng: зі свининою на грилі,
- bánh mì xíu mại: з нарізаними м'ясними фрикадельками.

Як і багато страв в'єтнамської кухні, це злиття азійський і європейських (особливо французьких) смаків.

## Галерея

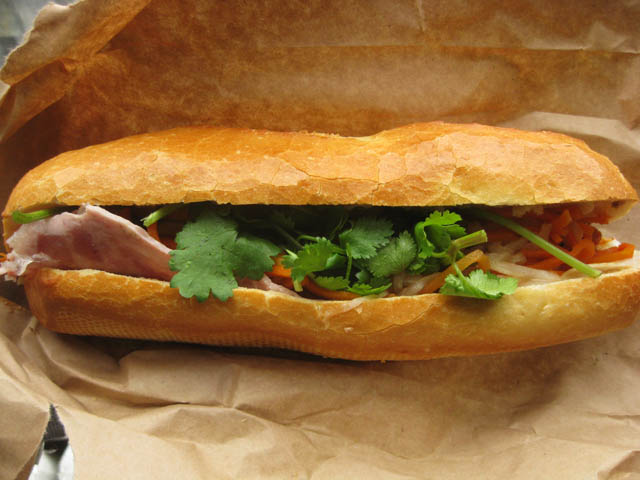
Bánh mì chả lụa (сандвіч з свиними сосисками)
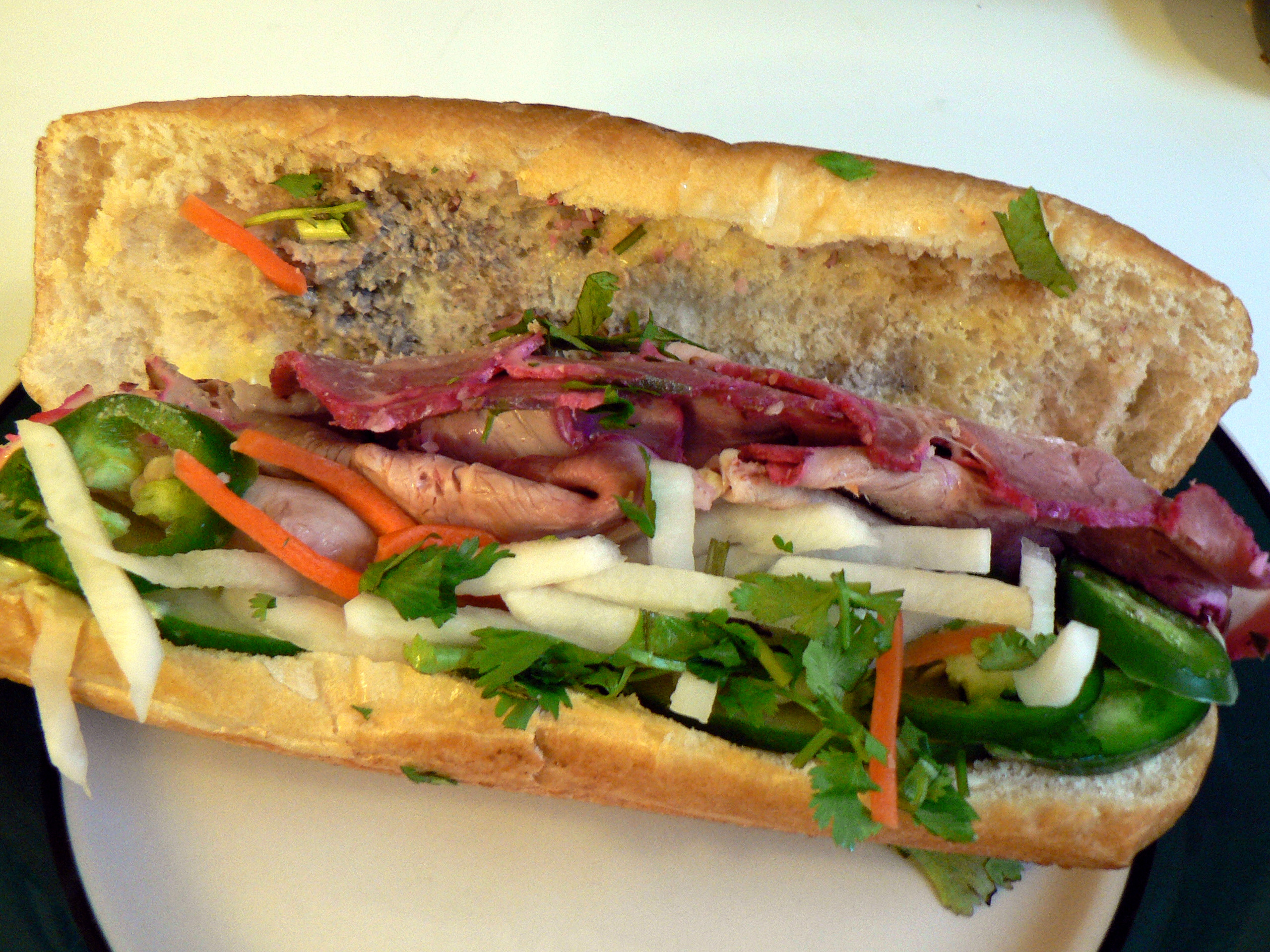
Bánh mì đặc biệt ("special combo" сандвіч)
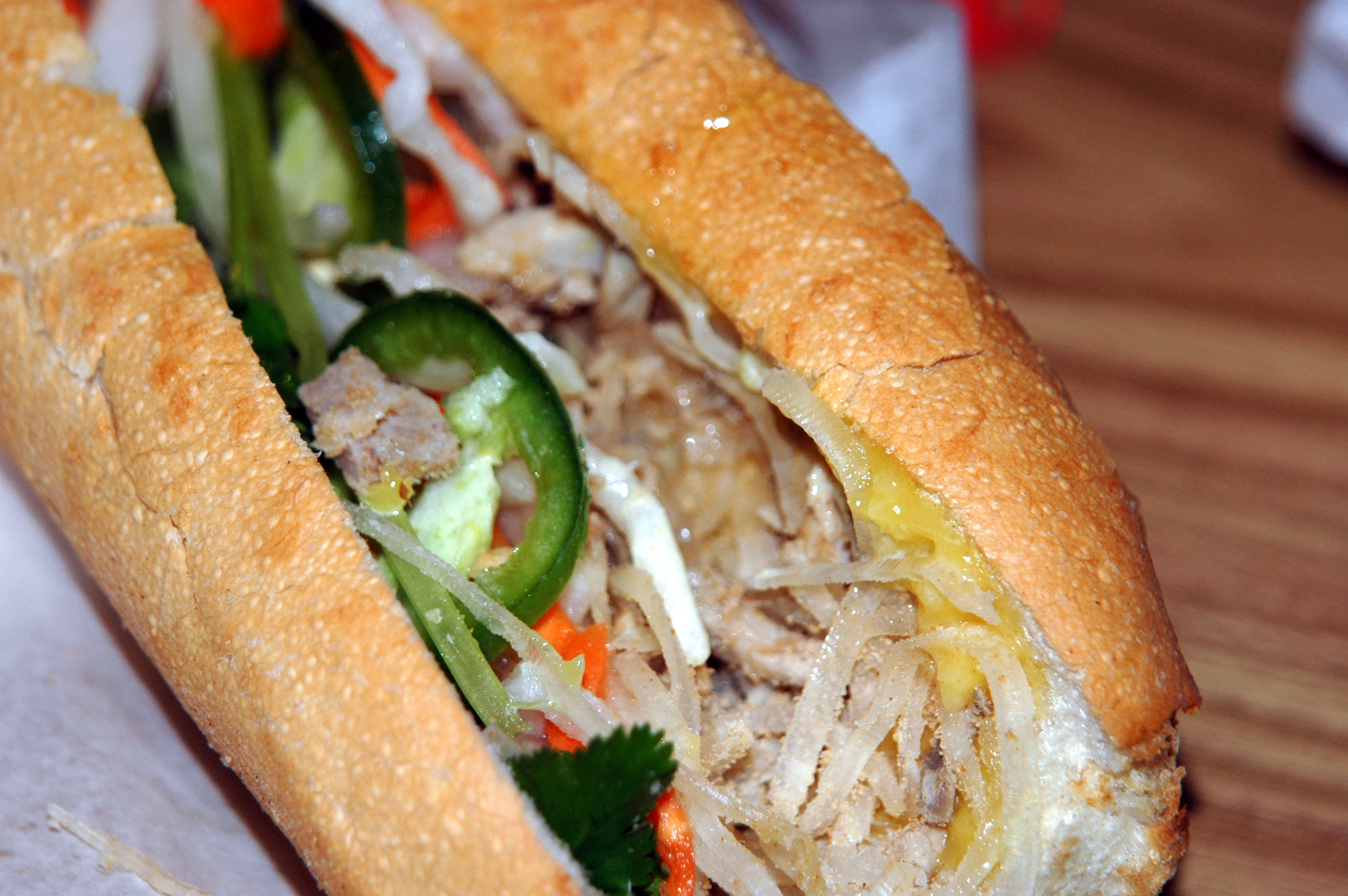
Bánh mì bì (сандвіч з рубленою свининою) у Eden Center
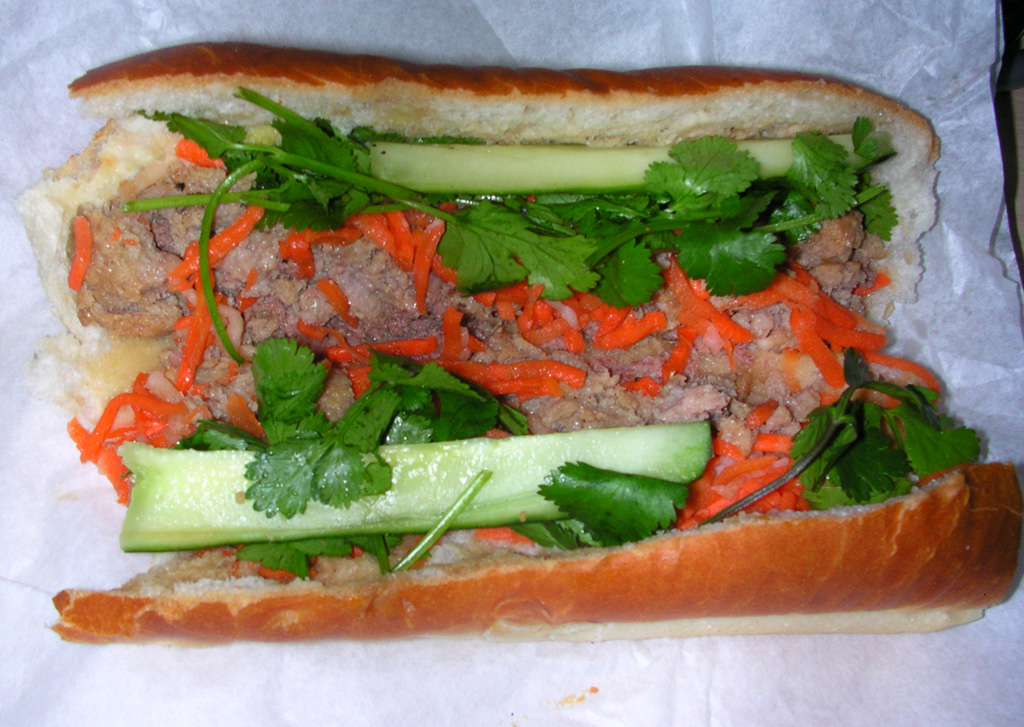
Bánh mì xíu mại (сандвіч з фрикадельками з свинини)
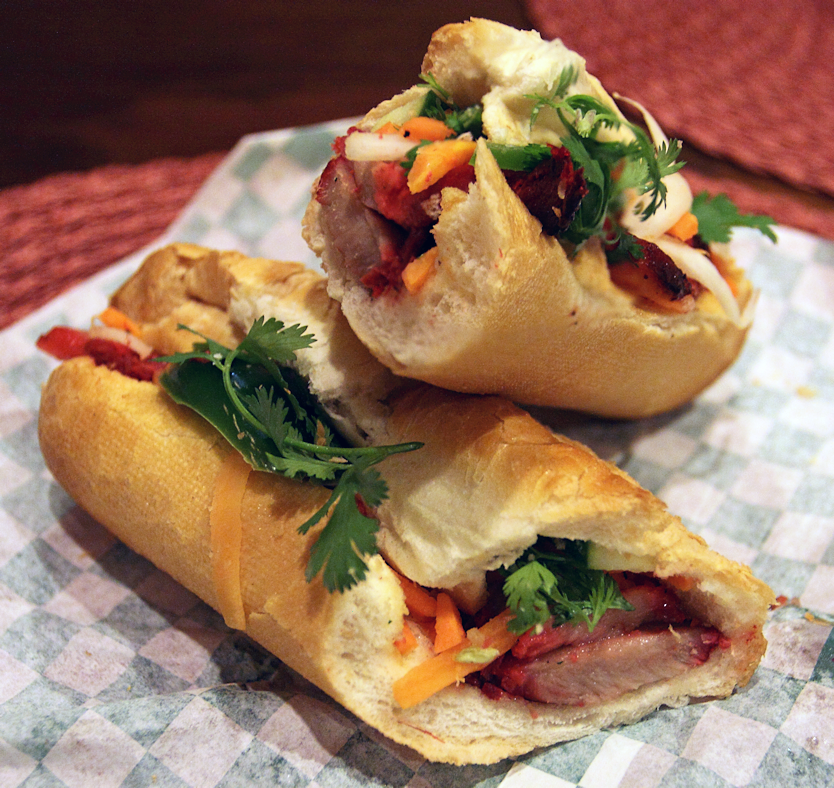
Bánh mì thịt nướng (сандвіч з свининою barbecue)
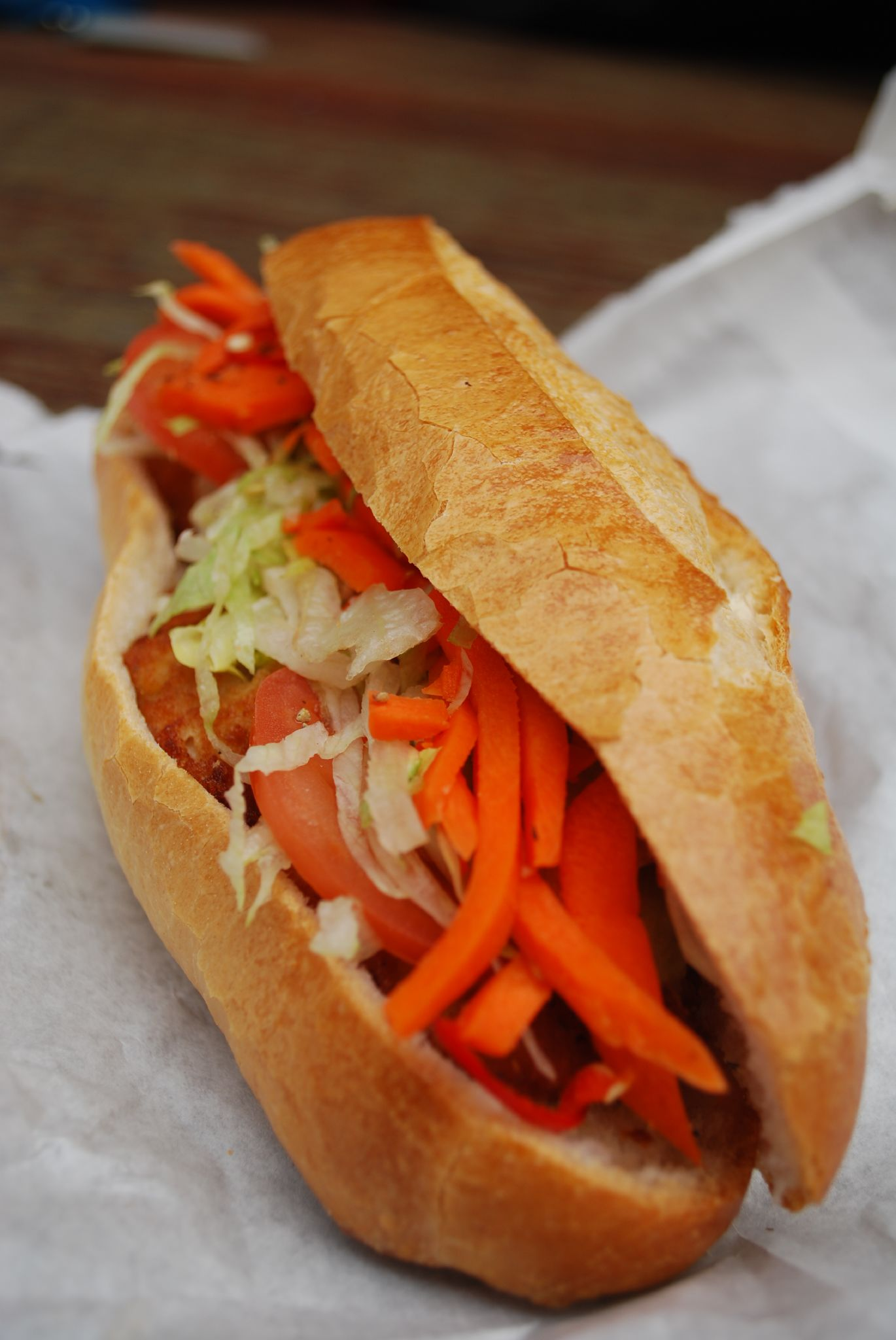
з куриним шніцелем
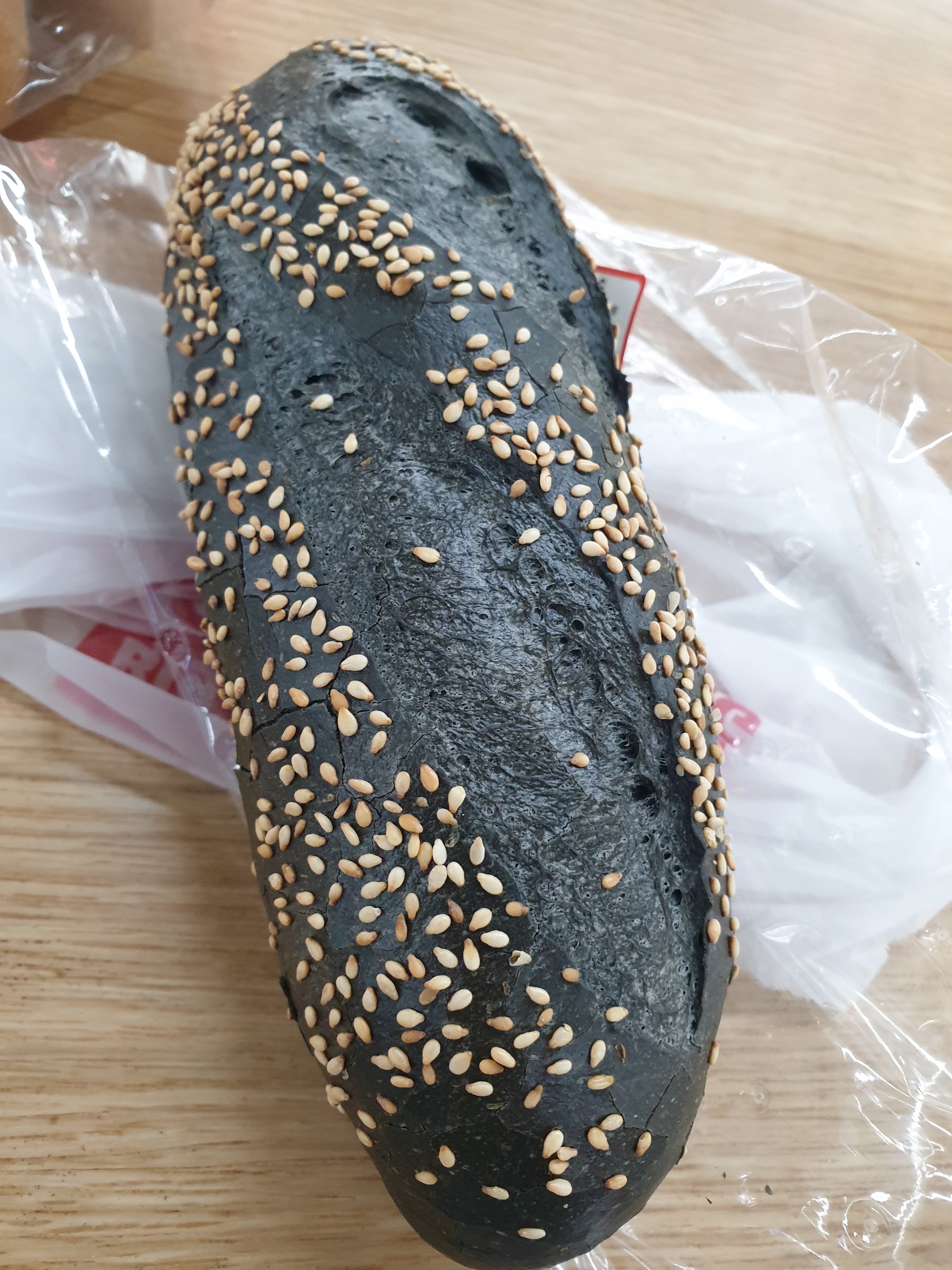
Bánh mì than tre (чорний bánh mì)
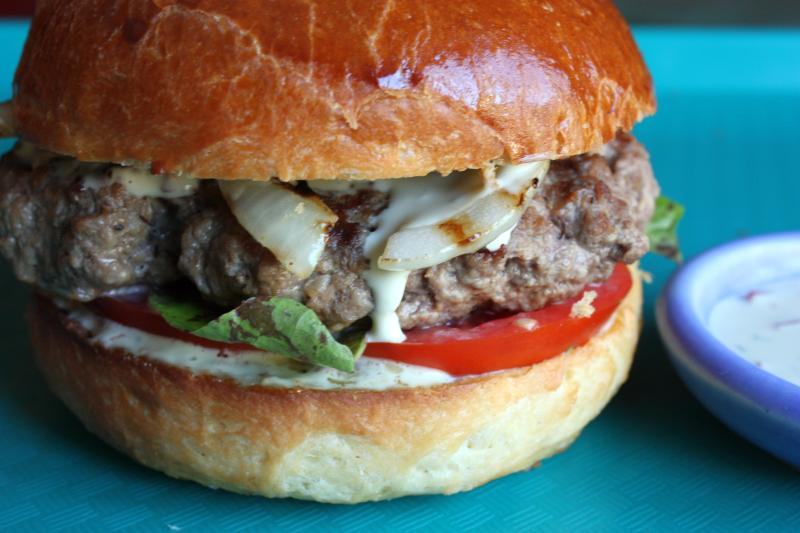
bánh mì у формі гамбургера